# Narses
Narses (478 Konstantinopol - 573 Řím) byl významným vojevůdcem východořímského císaře Justiniána I. Spolu s Belisariem patřil mezi jeho nejlepší vojevůdce, kteří se zasloužili o znovudobývání území zaniklé západořímské říše.
Narses pocházel z arménské dynastie s královskými předky. Většinu svého života strávil jako eunuch v císařově paláci v Konstantinopoli. Roku 532 potlačil povstání Níká, které vypuklo v Konstantinopolském hippodromu. V roce 552 v Itálii nahradil v roli vojevůdce Belisaria a pokračoval v bojích proti Ostrogótům. Přes svůj vysoký věk ukázal své kvality a ještě téhož roku porazil Ostrogóty v bitvě u Tagin, v níž padl i ostrogótský král Totila a poté v bitvě u Vesuvu, čímž definitivně zanikla království Ostrogótů v Itálii. Nakonec se mu také podařilo zničit franskou armádu, která chtěla vyhnat Byzantince z Itálie v bitvě u Casilina. Poté se stal Justiniánovým místodržícím v Itálii. Po smrti Justiniána (565) nastoupil v Konstantinopoli na jeho místo jeho synovec Justinus II. Ten zbavil Narsese jeho úřadu a požádal ho o návrat do Konstantinopole. Jako nového prefekta v Itálii jmenoval Flavia Longina. Podle legendy Narses rozzuřený tím, že byl sesazen z pozice prefekta, se pomstil císaři Justinovi II. právě tím, že vyzval langobardského krále Alboina, aby Itálii napadl a on sám Itálii neopustil. Král Alboin s Langobardy výzvu přijal a v roce 572 vpadl do severní Itálie. Narses zemřel v roce 573 v Římě.